# Slaget ved Reading
Slaget ved Reading stod den 4. januar 871, da Æthelred af Wessex og hans bror Alfred angreb en invaderende dansk styrke som havde slået lejr ved Reading. Sakserne påførte danerne store tab, men blev til slut selv drevet på flugt. 
Strengt taget vandt danerne slaget, men deres styrke var så svækket at det stoppede deres felttog.
51°28′N 0°58′V / 51.46°N 0.96°V